# Léo Lacroix
Léo Lacroix (Lausana, 27 de fevereiro de 1992) é um futebolista suíço-brasileiro que atua como zagueiro. Atualmente joga pelo FCU Craiova.
Filho de mãe brasileira e pai suíço, Léo também tem a nacionalidade brasileira.
Durante a juventude Léo Lacroix passou 6 meses no Rio de Janeiro, atuando pelo São Cristóvão, mas retornou ao seu país natal, a Suíça, onde se profissionalizou atuando pelo FC Sion. Fruto dessa temporada no Rio de Janeiro surgiu a paixão pelo CR Flamengo, do qual se declara torcedor.

## Carreira
Léo Lacroix começou a carreira no FC Sion após passar meia temporada atuando no São Cristóvão, do Rio de Janeiro.
Em 2016 assinou com o Saint-Étienne.
Na janela de transferências de inverno de 17/18 foi cedido por empréstimo ao FC Basel.

### Seleção Suíça
Léo recebeu sua primeira convocação para a seleção principal em outubro de 2016, para as partidas contra Hungria e Andorra, pelas eliminatórias da Copa do Mundo de 2018. Depois, foi chamado também para os duelos contra Ilhas Faroe e Letônia. Em todos esses jogos, porém, ficou apenas no banco.